# Ruta de Illinois 92
La Ruta de Illinois 92, y abreviada IL 92 (en inglés: Illinois Route 92) es una carretera estatal estadounidense ubicada en el estado de Illinois. La carretera inicia en el sur desde la IA 92     en Muscatine hacia el norte en la US 34     en La Moille. La carretera tiene una longitud de 171,2 km (106.41 mi).

## Mantenimiento
Al igual que las autopistas interestatales, y las rutas federales y el resto de carreteras estatales, la Ruta de Illinois 92 es administrada y mantenida por el Departamento de Transporte de Illinois por sus siglas en inglés IDOT.